# He Wasn’t Man Enough
A He Wasn’t Man Enough Toni Braxton amerikai énekesnő első kislemeze harmadik, The Heat című albumáról. A dal a 2. helyre került a Billboard Hot 100-on és négy hétig listavezető a Hot R&B/Hip-Hop Songs slágerlistán. Braxton Grammy-díjat kapott a dalért legjobb női R&B énekes előadás kategóriában 2001-ben, a 43. Grammy-díjkiosztón. A kislemez aranylemez lett az USA-ban.

## Videóklip
A He Wasn’t Man Enough videóklipje illeszkedik a dal témájához. Braxton találkozik exbarátjával és annak feleségével (akit Robin Givens alakít). Robin megvillantja Toni előtt a jegygyűrűjét, Braxton pedig elmondja, miért hagyta ott a férfit. Később Braxton úgy tesz, mintha el akarná csábítani a férfit, aki enged, nem tudva, hogy a felesége látja videókamerán. Robin ezután a férfi arcába vágja a jegygyűrűjét és Braxtonnal együtt barátnőkként távoznak. Rodney Chester és Dawnn Lewis is szerepel a klipben.

## Számlista
CD kislemez (Németország)
1. He Wasn’t Man Enough (Radio Edit) – 3:58
2. He Wasn’t Man Enough (Extended Version) – 5:35

CD maxi kislemez (USA; promó)
1. He Wasn’t Man Enough (Album Version) – 4:21
2. He Wasn’t Man Enough (Instrumental) – 4:09
3. He Wasn’t Man Enough (Call Out Research Hook) – 0:10

| CD maxi kislemez (Európa) 1. He Wasn’t Man Enough (Radio Edit) – 3:58 2. You’re Makin’ Me High (Classic Edit) – 3:45 3. He Wasn’t Man Enough (Extended Version) – 5:35 4. He Wasn’t Man Enough (videóklip) – 4:57 DVD kislemez (USA) 1. He Wasn’t Man Enough (videóklip) 2. Un-Break My Heart (videóklip) 3. Special Feature: Interview with Toni 12" maxi kislemez (USA) 1. He Wasn’t Man Enough (Album Version) – 4:21 2. He Wasn’t Man Enough (Instrumental) – 4:09 3. He Wasn’t Man Enough (A cappella) – 4:09 4. He Wasn’t Man Enough (Extended Version) – 5:35 12" maxi kislemez (USA; promó) „Junior Vasquez Mixes” 1. He Wasn’t Man Enough (Junior Marathon Mix) – 12:06 2. He Wasn’t Man Enough (Junior Instrumental) – 8:18 | 12" maxi kislemez (Egyesült Királyság) „The Forces of Nature Mixes” 1. He Wasn’t Man Enough (Tsunami Vocal Mix) 2. He Wasn’t Man Enough (Tsunami Dub Mix) 12" maxi kislemez (USA; promó) „Hip-Hop Remixes” 1. He Wasn’t Man Enough (45-King’s Hip-Hop Remix – Vocal) 2. He Wasn’t Man Enough (45-King’s Hip-Hop Remix – Instrumental) 3. He Wasn’t Man Enough (Mister Cee’s Hip-Hop Remix – Vocal) 4. He Wasn’t Man Enough (Mister Cee’s Hip-Hop Remix – Instrumental) 2×12" maxi kislemez (USA; promó) 1. Spanish Guitar (HQ2 Club Mix) – 8:54 2. He Wasn’t Man Enough (Peter Rauhofer NYC Trance Mix) – 8:42 3. Spanish Guitar (HQ2 Dub) – 8:58 4. He Wasn’t Man Enough (Peter Rauhofer NYC Dub) – 10:29 |

## Helyezések
| Slágerlista (2000)                  | Legmagasabb helyezés |
| ----------------------------------- | -------------------- |
| USA Billboard Hot 100               | 2                    |
| USA Billboard Hot R&B/Hip-Hop Songs | 1                    |
| USA Billboard Hot Adult R&B Airplay | 4                    |
| USA Billboard Hot Dance Club Play   | 16                   |
| USA ARC Weekly Top 40               | 7                    |
| Ausztrál ARIA kislemezlista         | 5                    |
| Belga Ultratop 50 (Flandria)        | 15                   |
| Brit kislemezlista                  | 5                    |
| Brit R&B kislemezlista              | 3                    |
| Francia kislemezlista               | 14                   |
| Holland Top 40                      | 4                    |
| Ír kislemezlista                    | 12                   |
| Kanadai kislemezlista               | 1                    |
| Német kislemezlista                 | 20                   |
| Norvég VG-lista                     | 13                   |
| Svájci kislemezlista                | 7                    |
| Svéd kislemezlista                  | 10                   |
| Új-zélandi RIANZ kislemezlista      | 5                    |
| Nemzetközi egyesített slágerlista   | 3                    |